# Baošići
Baosici (en serbe cyrillique : Баошићи) est un village du Monténégro, dans les Bouches de Kotor, à huit kilomètres au sud-est de Herceg Novi, entre Đenovići et Bijela. Pittoresque endroit où Pierre Loti passa quelques mois, il abrite le Musée de la Maison du Vieux-Capitaine et une église orthodoxe avec l’un des rares exemples de l’art pictural monténégrin du XIXe siècle.

## Histoire
Le village tire son nom d’une ancienne demeure, dont il reste une fontaine et des ruines, qui avait appartenu au prince Balša III de la famille Balšić, au XVe siècle. Cette demeure a par la suite appartenu à la famille de marins de Perast, les Martinović.

## Démographie

### Évolution historique de la population
| 1948 | 1953 | 1961 | 1971 | 1981 | 1991 | 2003  |
| ---- | ---- | ---- | ---- | ---- | ---- | ----- |
| 469  | 534  | 579  | 712  | 603  | 763  | 1 473 |

## Économie et intérêt
Le village subsiste grâce au tourisme et à la pêche. Le défilé du printemps et la Fête du Mimosa (tradition des pêcheurs du village qui marquent le retour du printemps avec le vin et le poisson) présentent un certain intérêt.